# Bonaventura Somma
Bonaventura Somma (Siena, 30 de julho de 1893 - Roma 23 de outubro de 1960) foi um maestro e compositor italiano.
Realizou seus estudos durante a adolescência no conservatório de Roma e foi aluno de compositores modernos italianos como Ottorino Respighi. Aos 18 anos já era mestre de capela titular no santuário de Pompei. em 1922, esteve em Paris como dirigente dos Ballets Russes. De volta a Roma, no ano seguinte, exerceu os cargos de diretor de coro da Academia de Santa Cecília e da igreja de São Luís de Grancesi. Foi também professor titular de composição polifônico-vocal do Conservatório de Santa Cecília. Realizou também vários concertos em outros países da Europa e na América.
Seu principal trabalho foi na pesquisa histórico-musical, havendo transcrito uma grande quantidade de partituras da polifonia clássica. Como compositor, dedicou-se principalmente a peças para órgão e sobretudo à música sacra, sendo autor de quatro missas e dois réquiens. Sua peça musical mais conhecida e executada no mundo é sua Ave Maria.